# Musée de la Grande Guerre du pays de Meaux
Le Musée de la Grande Guerre du pays de Meaux (parfois désigné par le sigle M2G) est un musée consacré à la Première Guerre mondiale situé à Meaux en France, à 50 kilomètres à l'est de Paris, inauguré le 11 novembre 2011.

## L’origine du musée

### La collection
La concrétisation d’un projet de musée consacré à la Première Guerre mondiale dans le pays de Meaux fut rendue possible par l’acquisition en 2005 de la collection privée de Jean-Pierre Verney, spécialiste reconnu de ce conflit
.
Plusieurs expositions, et notamment 1914... Partis pour un été reprise en 2004 au Musée Bossuet de Meaux, avaient permis de révéler au public la richesse de cette collection. Sans prétendre à l’exhaustivité, elle permet par sa diversité (uniformes, objets du quotidien, pièces d’artillerie, journaux…) d’aborder tous les aspects et de parler de tous les pays belligérants de ce premier conflit mondial.

### Implantation
Le musée est situé au nord-est de Meaux près de la Route de Varreddes (D405), sur une voie dédiée rendant hommage à Lazare Ponticelli (le dernier vétéran français et italien de la Première Guerre mondiale) et à proximité des lieux des deux batailles de la Marne (1914 et 1918), deux moments décisifs de la Première Guerre mondiale.
La première Bataille de la Marne qui a opposé un million et demi de soldats dans les environs de Meaux a laissé de nombreuses traces encore visibles aujourd’hui : cimetières militaires français d’Etrepilly et de Chambry, Grande tombe de Villeroy…
Le musée est implanté au pied du Mémorial américain de Meaux de Frederick MacMonnies, statue colossale de 26 mètres offerte par les citoyens des États-Unis en 1932, en mémoire des soldats tombés lors des batailles de la Marne.

### Les étapes du projet

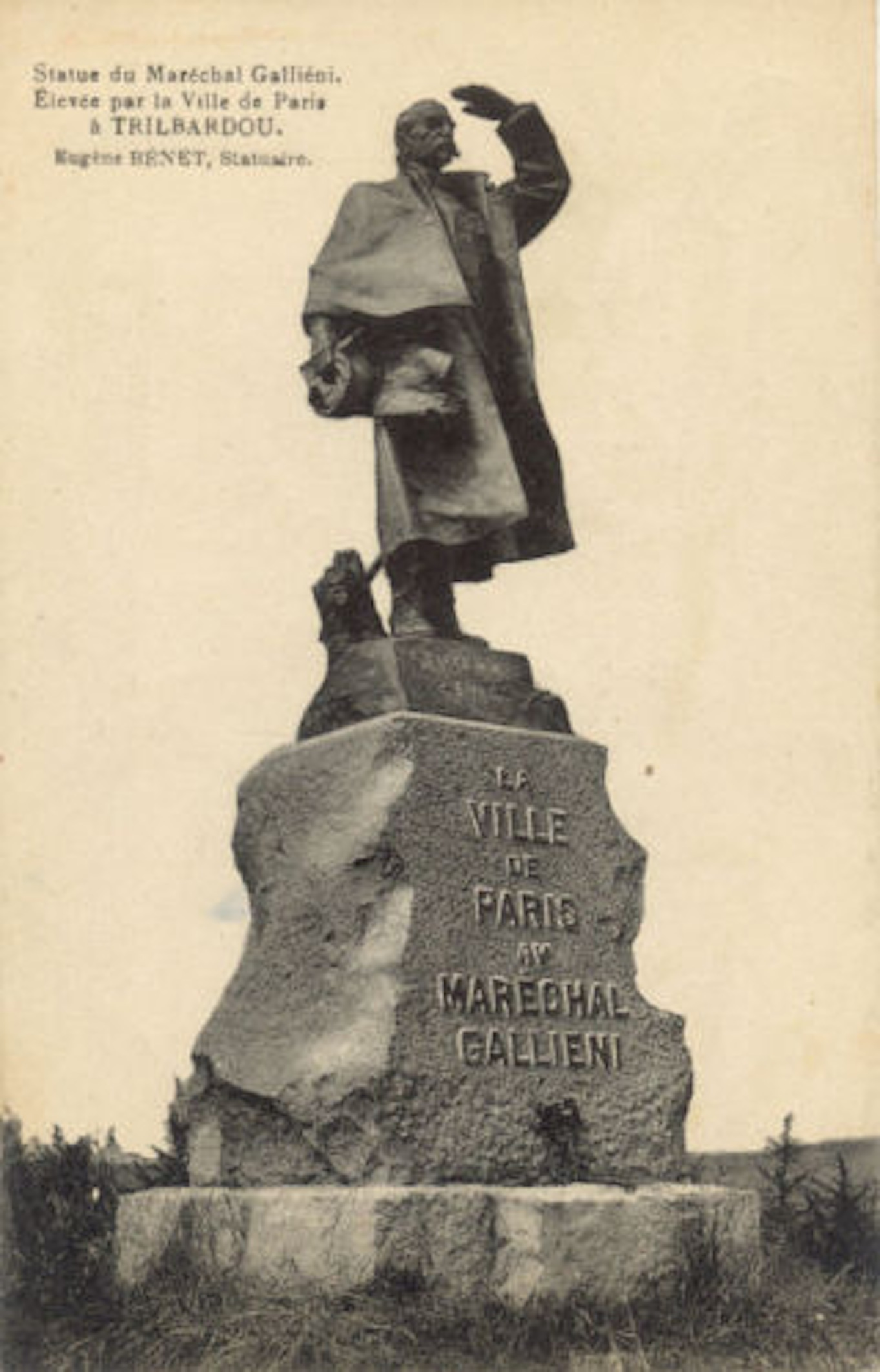
La statue du maréchal Gallieni sur son site originel, à Trilbardou

- 2005 – Acquisition de la collection privée de Jean-Pierre Verney par la Communauté d'agglomération du pays de Meaux[3]
- 2007 – Le Musée de la Grande Guerre obtient l'appellation Musée de France par le ministère de la Culture[5]
- 2008 – Un musée en chantier, exposition de préfiguration du Musée de la Grande Guerre au Musée Bossuet de Meaux
- 2009 – Début de l’exposition itinérante des collections du musée dans les communes du pays de Meaux[5]
- 17 avril 2010 – Pose de la Première pierre par Frédéric Mitterrand, ministre de la Culture, et Jean-François Copé, Président de la communauté d'agglomération[5]
- 11 novembre 2011 – Inauguration nationale du Musée de la Grande Guerre[5]
- Janvier 2016 – Installation de la statue en bronze du maréchal Gallieni par Eugène Bénet dans le jardin du musée (la statue se trouvait antérieurement à Trilbardou, le long de la route nationale de Paris à Meaux). La statue en plâtre, présentée au Salon des artistes français en 1920, est exposée à l'intérieur du musée.
- 2024 – Installation d'un couloir de 100 mètres reproduisant une tranchée sur 800 m²[6].

## Le musée

### L’architecture
Le bâtiment de 7 000 m2 conçu par l’architecte Christophe Lab est construit sur un terrain de 4,5 hectares entre Meaux et Varreddes. Elancé en porte-à-faux depuis la base du monument américain vers le centre-ville, il offre un point de vue panoramique sur l’agglomération, depuis son toit-terrasse.
Cette construction neuve, d’un coût de 26 millions d’euros, offre une surface d’exposition de 3 300 m2, et intègre des considérations environnementales (isolation performante, récupération des eaux de pluie…). Organisé sur trois niveaux, le musée bénéficie d’un auditorium, de salles pédagogiques et d’un centre de documentation rassemblant plus de 6000 ouvrages en 2011.

### Le projet muséographique
Le Musée de la Grande Guerre a pour objectif de transmettre au grand public l’histoire de ce conflit. On peut notamment accéder à une reconstitution d’un champ de bataille avec une tranchée française, un no man’s land et une tranchée allemande.
Il met en perspective les deux batailles de la Marne et illustre l’évolution des nations et des hommes au cours de ces quatre années de guerre, ce qui en fait un musée généraliste sur la Première Guerre mondiale.
La scénographie interactive (multimédias, ambiances sonores, objets à toucher…) permet à tous les publics de comprendre la Grande Guerre et notamment comment cette période a fait basculer les sociétés belligérantes du XIXe siècle au XXe siècle.
En 2011, le musée de la Grande Guerre lance une initiative sur les réseaux sociaux (Facebook), en présentant le journal quotidien d’un poilu, Léon Vivien.

## Fréquentation
| Année | Entrées gratuites | Entrées payantes | Total   |
| ----- | ----------------- | ---------------- | ------- |
| 2011  | 11 629            | 16 691           | 28 320  |
| 2012  | 20 675            | 95 325           | 116 000 |
| 2013  | 18 000            | 78 000           | 96 000  |
| 2014  | 20 000            | 113 000          | 133 000 |
| 2015  | 17 250            | 68 930           | 86 180  |
| 2016  | 15 154            | 73 846           | 89 000  |
| 2017  | 26 767            | 64 233           | 91 000  |
| 2018  | 43 062            | 76 938           | 120 000 |
| 2019  | 36 000            | 64 000           | 100 000 |
| 2020  | 17 969            | 21061            | 39 030  |
| 2021  |                   |                  | 50 000  |
| 2022  |                   |                  | 80 000  |
| 2023  |                   |                  | 90 000  |
| 2024  |                   |                  | 90 000  |

## Sources
- Vincent Konsler, « La Deuxième bataille de la Marne », sur www.cheminsdememoire.gouv.fr (consulté le 30 juin 2010)

- Pierre Marie Giraud, « Le futur Musée de la Grande Guerre de Meaux, écrin d’une collection unique », AFP,‎ 14 avril 2010 (lire en ligne)

- Aurélie Jacques, « Le musée vivant de la mémoire », Le Point,‎ 8 août 2007 (lire en ligne)

- Jean-Jacques Becker, « 1914 : Partis pour un été », Vingtième Siècle, Revue d’Histoire,‎ 1985 (lire en ligne)

- Catalogue d'exposition : Un musée en chantier, Pays de Meaux, 2008